# Oda Krohg

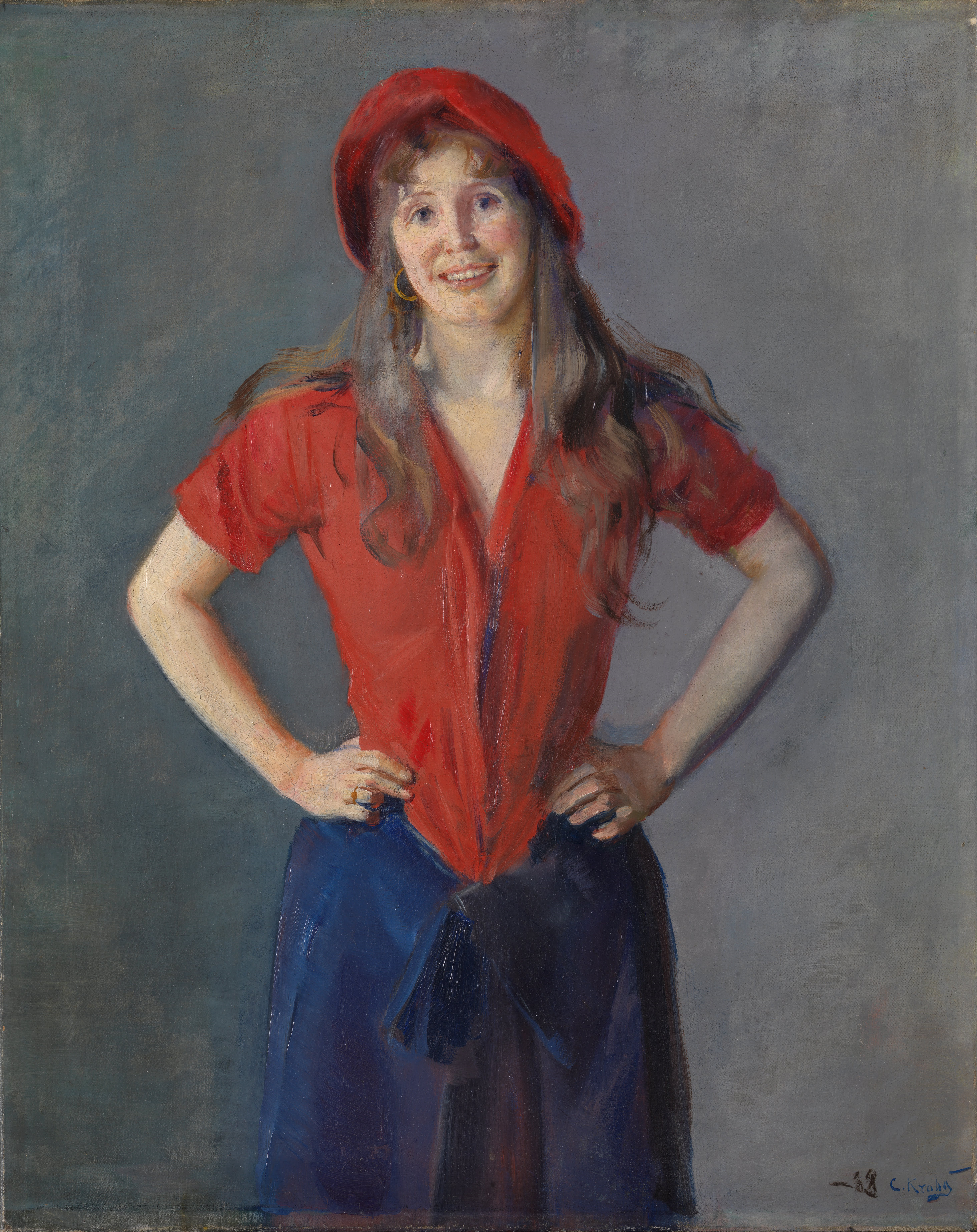
Oda Krohg door haar man Christian Krohg

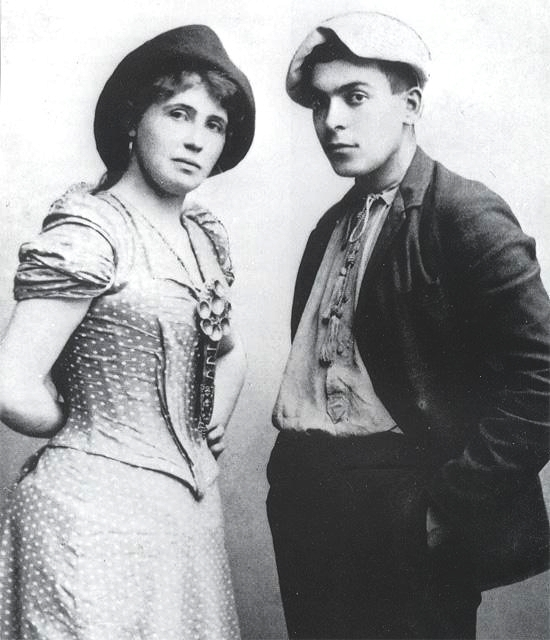
Fotoportret met haar minnaar Jappe Nilssen, 1891

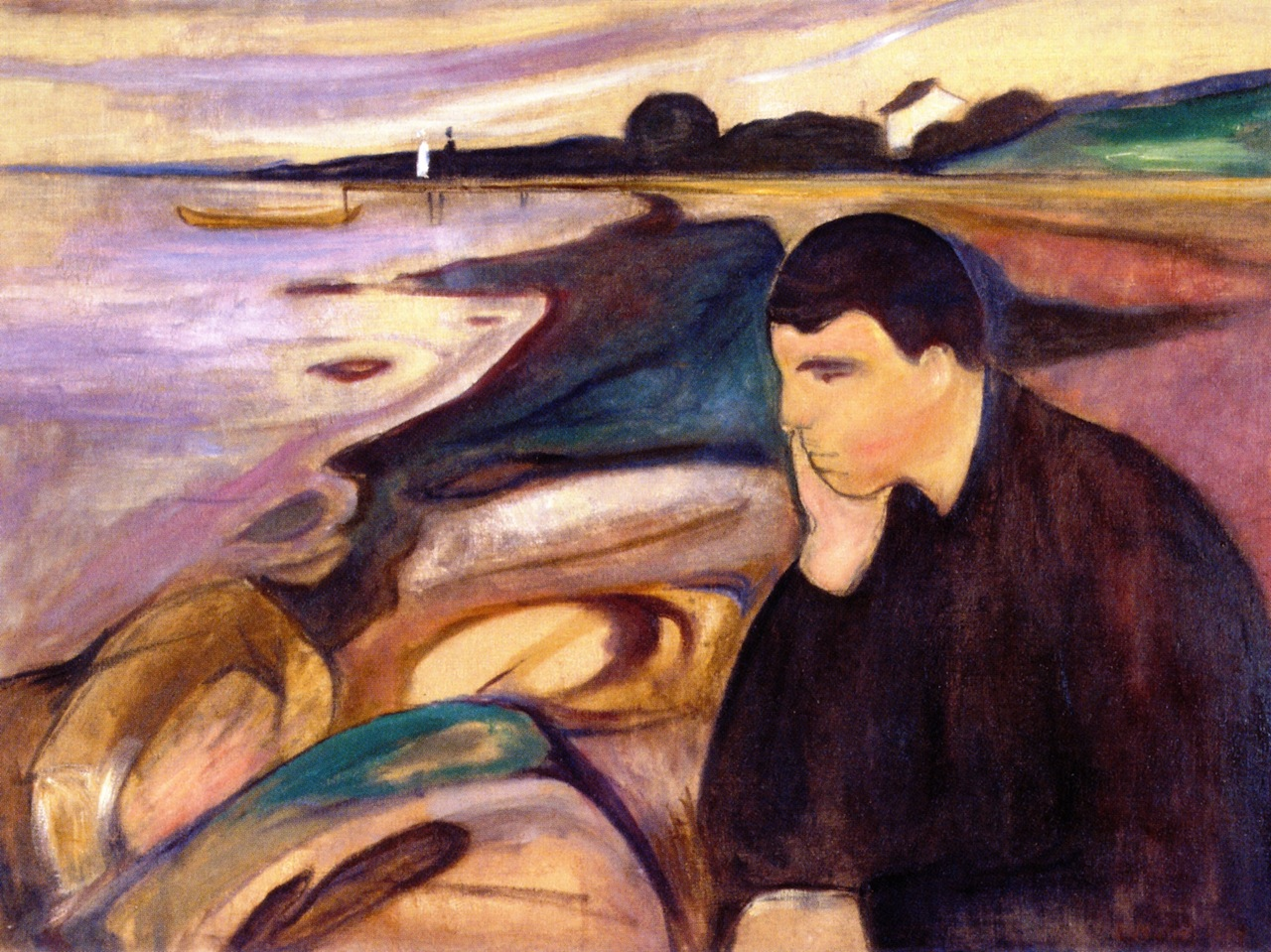
Munch: Melankoli (Jappe Nilssen, treurend om Oda Krohg)

Oda Krohg, geboren Othilia Pauline Christine Lasson (Åsgårdstrand 11 juni 1860 - Oslo, 19 oktober
1935) was een Noors kunstschilderes. Ze was gehuwd met kunstschilder Christian Krohg, voor wie ze ook vaak model stond.

## Leven en werk
Oda Lasson was de dochter van een landsadvocaat en van moederskant kleindochter van een Russische prinses. In 1881 huwde ze de ondernemer Jørgen Engelhardt, met wie ze al snel twee kinderen kreeg. In 1883 verliet ze haar man en kinderen omdat het leven niet bracht wat ze ervan verwachtte. Ze richtte zich op schilderkunst en trad in de leer bij Erik Werenskiold en vervolgens Christian Krohg. Met de laatste kreeg ze in 1886 een dochter en trouwde ze in 1888. Later kregen ze nog een zoon.
Oda Krohg voelde zich in de artistieke wereld als een vis in het water en groeide in Kristiania uit tot het middelpunt van het kunstenaarsmilieu. Ze werd er de "prinses van de Bohème" genoemd en was bevriend met onder andere schrijver Gunnar Heiberg, kunstschilder Edvard Munch, de anarchist Hans Jæger en dichter-criticus Jappe Nilssen. Onder invloed van Jæger (met wie ze een seksuele relatie onderhield) werd ze een fervent pleitbezorgster van de "vrije liefde". Ze kreeg in 1890 een spraakmakende relatie met de tien jaar jongere Jappe Nilssen, met wie ze in de zomer van 1891 verbleef in de kustplaats Åsgårdstrand. Ze hield Nilssen echter voortdurend aan het lijntje en volgde uiteindelijk haar vertrekkende man in datzelfde jaar naar Berlijn, tot groot verdriet van Nilssen. De gebroken Nilssen werd door Edvard Munch vereeuwigd in een reeks schilderijen met de titel Melankoli (1891-1896).
Oda Krohg hield het in Berlijn niet lang uit. In 1897 verliet ze haar man opnieuw om (samen met haar zoon Per) met Gunnar Heiberg naar Parijs te vertrekken, waar ze verbleef te Montparnasse. Ze behoorde er tot de kennissenkring van onder andere Henri Matisse en exposeerde bij de Parijse salon en de Salon d'Automne. Haar man en dochter zouden zich te Parijs uiteindelijk ook weer bij haar voegen, maar keerden na enkele jaren definitief terug naar Noorwegen. In 1909 koos ook Oda er voor terug te keren naar haar man in Kristiania, waarna ze wat meer rust leek te vinden in haar stijl van leven.
Op latere leeftijd had Oda Krohg nog ambities schrijfster te worden, maar deze carrière kwam nooit echt van de grond. Ze overleed in 1935 aan een zware griep, 75 jaar oud. Werken van haar zijn te zien in diverse Noorse kunstmusea. In 1983 schreef de Noorse schrijver-musicus Ketil Bjørnstad een roman naar haar leven onder de titel Oda!, nadat hij in 1978 al een jazzopera/musical over haar had opgenomen onder de titel Leve Patagonia.

## Galerij

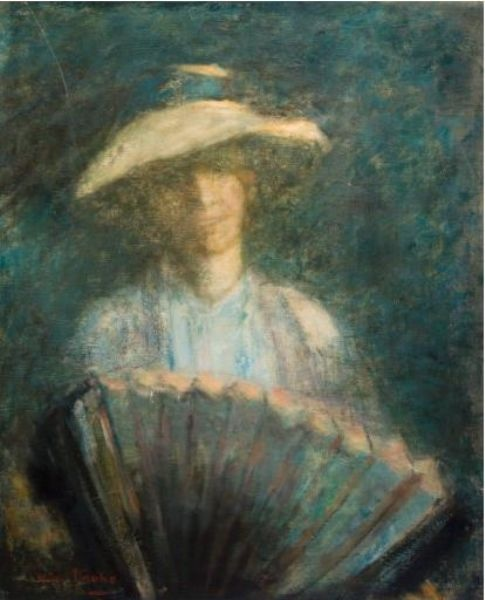
Accordeon
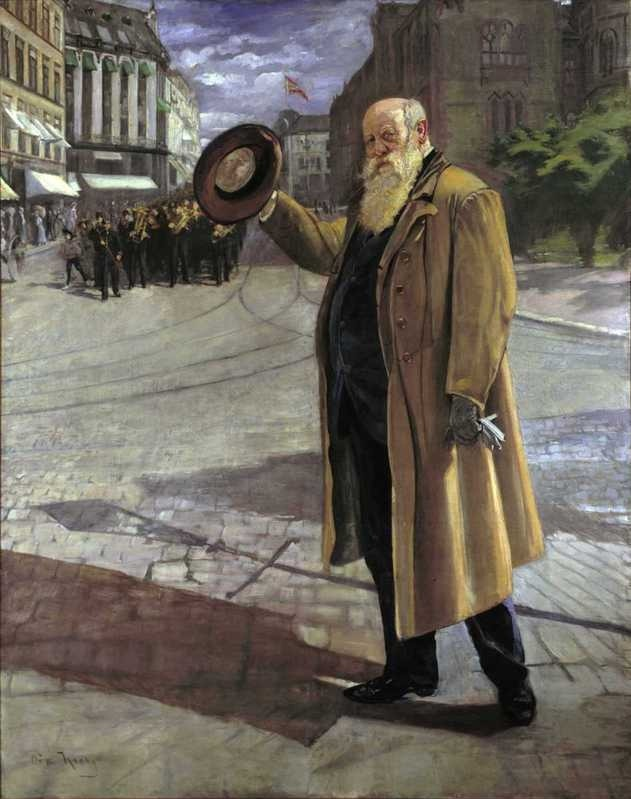
Portret van Christian Krohg
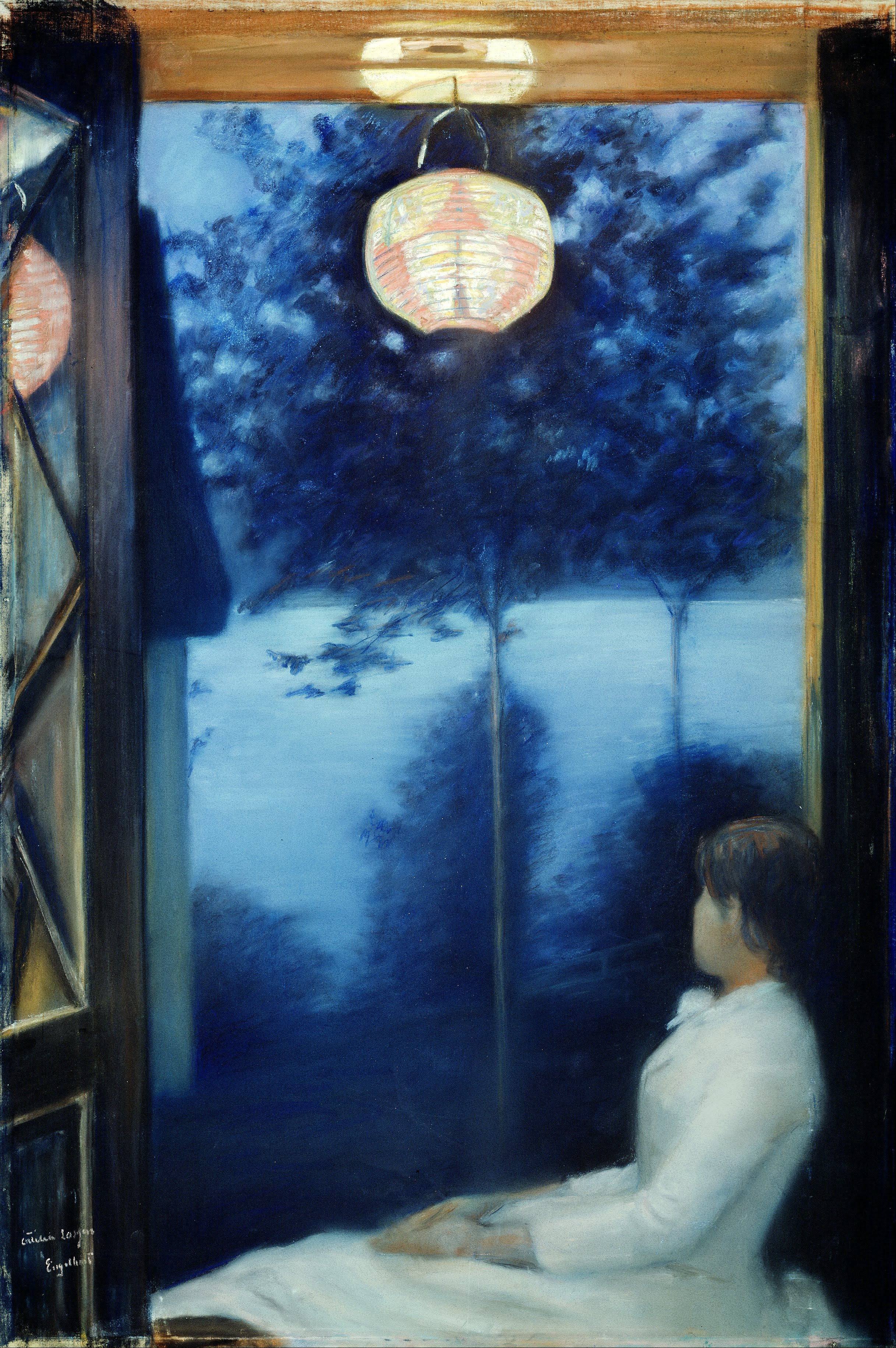
De Japanse lantaarn